# Râul Drăgoșina
Râul Drăgoșina este unul râu afluent al râului Sucevița. 

## Hărți
- Harta județului Suceava
- Harta Obcinele Bucovinene  Arhivat în 30 iulie 2009, la Wayback Machine.